# Fibrosarcoma
El fibrosarcoma es un tipo de tumor maligno que pertenece al grupo de los sarcomas. Se origina generalmente en los extremos de los huesos largos de los miembros. Existe una forma de presentación infantil que afecta generalmente a niños de menos de un año y suele ser de crecimiento lento. La forma del adulto en cambio se presenta a edades más avanzadas y tiende a ser de mayor agresividad. Las células que componen el tumor derivan de fibroblastos del tejido conectivo de sostén de la cavidad medular del hueso y con menos frecuencia de la parte más externa del mismo o periostio, en ocasiones surge de las partes blandas próximas al hueso. Es un tipo de cáncer muy inusual en la especie humana, se presenta por término medio un caso al año por cada 2.000.000 de habitantes.
El tratamiento recomendado es muy similar al que se emplea para el osteosarcoma, generalmente se realiza cirugía radical del tumor, a veces es necesaria la amputación de la extremidad, dependiendo del grado de malignidad, localización, tamaño y grado de extensión. Como tratamiento complementario se utiliza la radioterapia y quimioterapia.

## Animales domésticos
El fibrosarcoma aparece con relativa frecuencia en algunos animales domésticos, particularmente gatos y perros.